# Інтеракціонізм
Інтеракціонізм (від англ. interaction — «взаємодія») — методологічний підхід, що поєднує кілька різних напрямків у суспільних науках. 

## Загальна характеристика
Інтеракціонізм охоплює такі напрямки у суспільних науках як: 
- Символічний інтеракціонізм
- Соціальний конструктивізм
- Етнометодологія

Основоположником парадигми інтеракціонізму є чиказький вчений Джордж Герберт Мід, який примикав до течії американського прагматизму. Мід вказував на те, що в основі взаємодії людей лежить орієнтація учасників комунікації на думку інших/іншого. Спілкування — це «обмін символами», де необхідно брати на себе роль іншого або  інших (референтна група; «генералізований інший»). 
Погляди Міда були розвинені Гербертом Блумером у теорію символічного інтеракціонізму. 

## Інтеракціоністська орієнтація в соціальній психології
До соціальної психології інтеракціонізм перейшов з соціології, а не з психології, подібно до багатьох інших концепцій. Під інтеракцією тут розуміють соціальну взаємодію, тобто взаємодію людей під час спілкування, у групі, в суспільстві. 
Понятійний апарат та проблематика інтеракціонізму взяті з концепцій Міда. За основу в аналізі береться не окремий індивід, а соціальний процес, під яким розуміють процес інтеракції індивідів у групі, суспільстві. Поведінка групи розглядається не з точки зору складових її окремих індивідів, а з їхньої складної групової активності, в рамках якої аналізується поведінка кожного окремого індивіда. «Поведінка індивіда визначається переважно трьома змінними: структурою особистості, роллю та референтною групою». 
Представників інтеракціоністської орієнтації цікавить сам процес соціальної взаємодії, аналіз якого необхідний для розуміння соціальної поведінки окремої людини, якими засобами здійснюється і регулюється процес соціальної інтеракції. Інтерес до проблеми комунікації за допомогою символів, мови, до інтерпретації ситуації, до проблем структури особистості, рольової поведінки та референтної групи як джерела норм соціальної взаємодії та соціальних установок. 
Основні напрямки інтеракціонізму: 
1. Символічний інтеракціонізм (Мід, Блумер, Кун);
2. Рольові теорії;
3. Теорії референтної групи.

інтеракціоністи ігнорують історичні умови та соціально-економічні закономірності, причину змін у суспільстві шукають у структурі особистості. Наявність у ній імпульсивного Я — передумова для виникнення варіацій та відхилень у шаблонах рольової поведінки. Ці випадкові варіації та відхилення шаблонів ролей з часом стають нормою нових шаблонів поведінки та відповідних змін у суспільстві. Зміни в суспільстві мають випадковий характер і не підкоряються будь-яким закономірностям, а їх причина полягає в особистості. 
Структура особистості в інтеракціоністів схожа на фрейдівську:
1. Імпульсивне Я = Воно у Фрейда;
2. Рефлексивне Я (те) = Над-Я у Фрейда,
3. Особистісне Я (self) = Я у Фрейда.

Відмінність від психоаналітичного погляду полягає в розумінні функції компонента, що здійснює внутрішній соціальний контроль: Супер-Его Фрейда пригнічує інстинктивний, підсвідомий початок, а у інтеракціоністів рефлексивне Я (те) не пригнічує, а спрямовує дії, необхідні для здійснення успішної соціальної інтеракції. Тоді як особистість (Его) у Фрейда — поле вічної битви між Воно й Над-Я, то в інтеракціоністів особистість (self) — це поле їхньої співпраці. 
інтеракціоністи займаються передусім дослідженням стану та поведінки особистості, необхідних для успішної співпраці з іншими людьми. 
Інтеракціонізм породив на противагу позитивізму нові напрямки соціально-психологічної теорії: конструкціонізм Гергена та етогенічний підхід Харрі.

## Див. Також
- Соціальна роль
- Соціалізація
- Школи та напрямки в західній макросоціології